# Тинсарино
Тинсарино (чув. Чермĕш) — деревня в Мариинско-Посадском муниципальном округе Чувашской Республики России. С 2004 до 2023 года входила в состав Приволжского сельского поселения.

## География
Деревня находится в северо-восточной части Чувашии, в пределах Чувашского плато, в зоне хвойно-широколиственных лесов, к востоку от реки Сундырки, на расстоянии примерно 2 километров (по прямой) к юго-востоку от города Мариинский Посад, административного центра округа. Абсолютная высота — 159 метров над уровнем моря.

### Часовой пояс
Деревня Тинсарино, как и вся Чувашия, находится в часовой зоне МСК (московское время). Смещение применяемого времени относительно UTC составляет +3:00.

## Население
| 2010 | 2012 | 2013 |
| ---- | ---- | ---- |
| 195  | ↗214 | →214 |

### Половой состав
По данным Всероссийской переписи населения 2010 года в гендерной структуре населения мужчины составляли 49,7 %, женщины — соответственно 50,3 %.

### Национальный состав
Согласно результатам переписи 2002 года, в национальной структуре населения чуваши составляли 89 % из 225 чел.

## Известные уроженцы
Сергеев, Иван Александрович (1923—2007) — советский военный деятель. Участник Великой Отечественной войны и советско-японской войны, гвардии старшина. Член ВКП(б) с 1944 года.